# Metoda graficzna obliczania pól
Metoda graficzna obliczania pól – metoda obliczania pól powierzchni.
Jest to metoda dokładniejsza niż metoda mechaniczna, ale mniej dokładna niż metoda analityczna. Ma ona zastosowanie, gdy figura, której pola szukamy jest wielobokiem, najlepiej trójkątem.
W przypadku, gdy figura której pole chcemy obliczyć jest trójkątem, metoda polega na pomiarze długości dowolnego boku {\displaystyle a} trójkąta oraz opuszczonej na niego wysokości {\displaystyle h.} Pomiary wykonujemy przy pomocy kroczka i linijki bądź innego przyrządu z podziałką. W takim przypadku pole {\displaystyle P} szukanej figury jest równe: {\displaystyle P={\frac {a\cdot h}{2}}.}
W przypadku, gdy badamy pole figury będącej wielobokiem o ilości boków większej od 3, należy przekształcić je na pole trójkąta. Ilustruje to rysunek.
Najpierw należy przedłużyć jeden z boków figury (np. bok {\displaystyle AB}), a następnie połączyć któryś z wierzchołków figury leżących na przedłużonym boku (np. {\displaystyle B}) z drugim w kolejności (np. {\displaystyle D}), tak, aby powstała przekątna. Prowadzimy prostą równoległą do tej przekątnej (np. prosta {\displaystyle k}). Punkt przecięcia {\displaystyle k} z przedłużeniem odcinka {\displaystyle AB} nazywamy {\displaystyle B'.} Teraz łączymy {\displaystyle D} z {\displaystyle B'.} Pole trójkąta {\displaystyle DCB} jest równe polu trójkąta {\displaystyle DBB',} gdyż mają wspólny bok {\displaystyle DB} oraz jednakową wysokość {\displaystyle h} opuszczoną na ten bok.
Analogicznie wyznaczamy punkt {\displaystyle A'.} Pole trójkąta {\displaystyle DEA} jest równe polu trójkąta {\displaystyle DAA'.}
Zatem pole figury {\displaystyle ABCDE} jest równe polu trójkąta {\displaystyle A'B'D.}
Pole {\displaystyle A'B'D} obliczamy mierząc jeden z jego boków oraz opuszczoną na niego wysokość.
Znając długości boków, do obliczenia powierzchni można zastosować wzór Herona.